# Giuseppe Penone
(Giuseppe Penone)
Giuseppe Penone (Garessio, 3 aprile 1947) è un artista e scultore italiano, esponente della corrente dell'arte povera, vive e lavora a Torino.

## Biografia

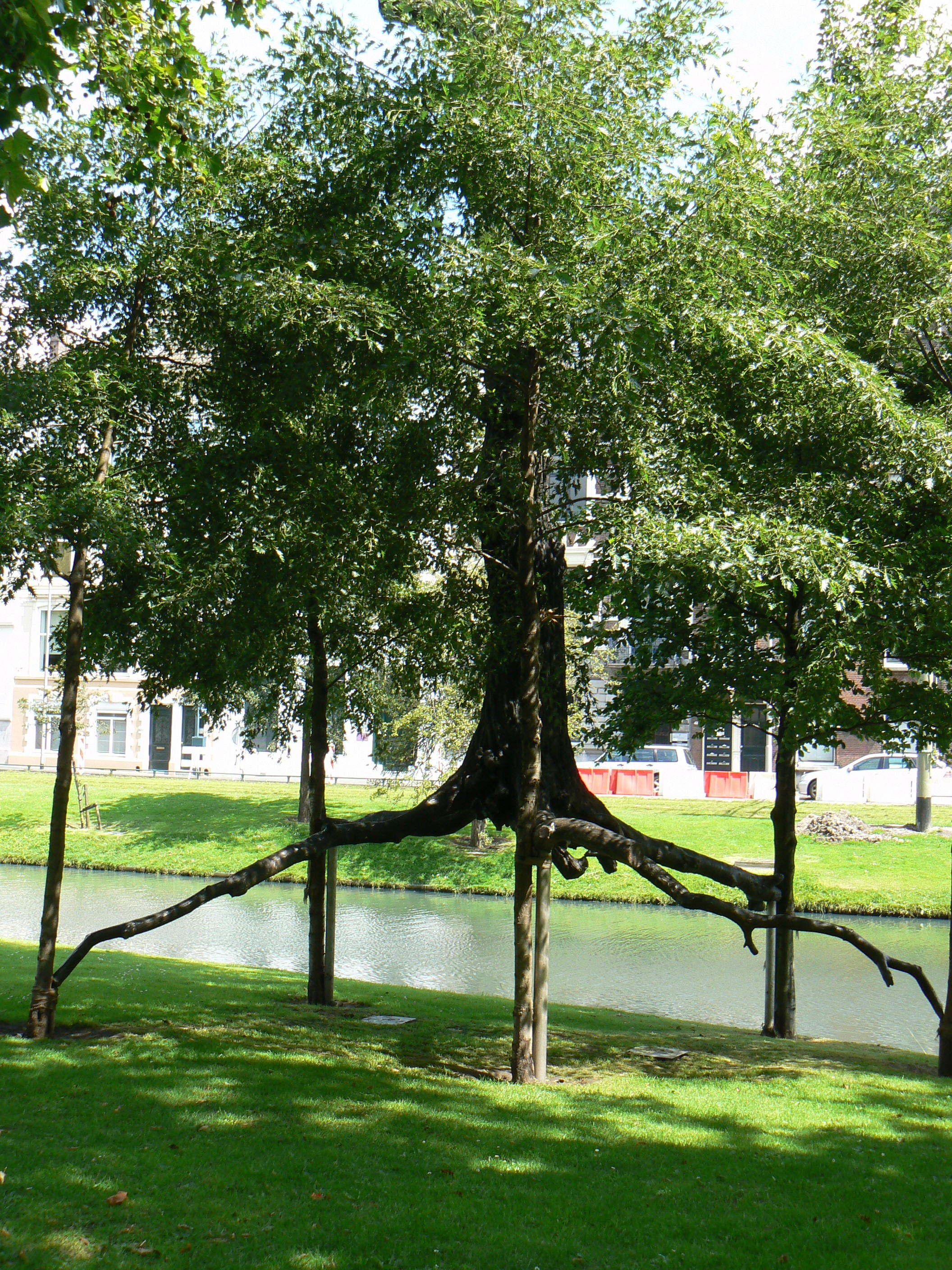
Elevazione (2001), Rotterdam

Nasce a Garessio, in provincia di Cuneo, il 3 aprile 1947. Frequenta l'Accademia di Belle Arti di Torino, dove conosce Giovanni Anselmo e Michelangelo Pistoletto, con i quali entra a far parte del movimento dell'arte povera nel 1967. Espone per la prima volta nel 1968 al Deposito d'Arte Presente opere realizzate con materiali non convenzionali quali piombo, rame, cera, pece, legno, che in alcuni casi implicano persino l'azione naturale degli elementi (Scala d'acqua: corda, pioggia, sole). Nel bosco di Garessio l'artista mette in atto una serie di performance vòlte a sondare le possibilità che l'uomo ha di interagire con la natura e di modificarla, intervenendo, ad esempio, nel processo di crescita degli alberi (Alpi Marittime, 1968).
Nel 1970 inizia a indagare il rapporto tra il corpo umano e l'ambiente esterno, questa volta cittadino e, in sintonia con le tendenze della body art, realizza opere quali Rovesciare gli occhi e Svolgere la propria pelle (1971), che individuano nell'epidermide umana la superficie di confine e di dialogo tra l'“io” interno e il mondo. Deriva da qui l'uso del calco e del frottage, che permettono all'artista di partire da un'immagine tanto automatica quanto inconscia come l'impronta, che poi questi rafforza con il disegno (Pressione, 1974). L'idea del contatto come generatore di memoria e di cambiamento diventa preminente nei lavori in terracotta della metà del decennio (Vaso, 1975; Soffio, 1978), giocate sulla proiezione all'esterno di ciò che il corpo contiene o della pelle che lo riveste, con le quali l'artista è presente a DOCUMENTA a Kassel (1972-87) e nel 1978 alla 38ª alla Biennale di Venezia, incentrata proprio su rapporto tra arte e natura. In alcuni casi i lavori acquistano dimensioni ambientali, come nelle installazioni realizzate per le personali al Kunstmuseum di Lucerna (1977), al Museum of Modern Art di New York (1981) o al Musée d'art moderne de la Ville de Paris (1984). La stessa idea è alla base dei grandi alberi in bronzo destinati a spazi pubblici: il Pozzo di Münster, compiuto nel 1987 per la prima edizione di "Skulpture Projects"; Faggio di Otterloo nel parco del Museo Kröller-Müller (1988); l'Albero delle vocali inaugurato nel 2000 alle Tuileries di Parigi, Elevazione a Rotterdam (2000-01) o Foglie di pietra a Roma (2017). Analogamente alla pelle, le unghie sono un elemento sensoriale e di rapporto con l'esterno, ispirando una serie di grandi sculture in vetro realizzate dal 1987 ed esposte nel 1998 al Musée Rodin di Parigi a contatto con materiali differenti. Un'Unghia, realizzata fra il 1988 e il 1994, è installata all'esterno del complesso edilizio I-Land a NishiShinjuku (Tokyo).
Nel 1989 è stato tra gli artisti finalisti per il prestigioso Turner Prize.
Il processo di assimilazione tra morfologia animale, vegetale e minerale messo in atto dall'artista è ribadita in Pelle di cedro del 2002, esposta nell'antologica organizzata dal Centre Georges Pompidou nel 2004. Nel 2007 l'artista è chiamato a rappresentante l'Italia alla 52ª Biennale di Venezia (Sculture di linfa) insieme a Francesco Vezzoli.
Nel 2014 è stato insignito del Premio Imperiale per la scultura. A Tokyo, nel 2014, ritira quello che viene considerato il “Nobel dell’Arte”: il Praemium Imperiale, per la scultura alla presenza del principe giapponese Hitachi, patrono onorario della japan Art Association".
Nel 2015 realizza una personale, Spazio di Luce, alla galleria Gagosian di Roma.
Nel 2016, una installazione, Foglie di Luce, di ampie dimensioni è tra le prime opere che entrano a far parte della collezione permanente del Louvre di Abu Dhabi (Emirati Arabi Uniti).
Nel 2017 al Palazzo della Civiltà Italiana dell'EUR, a Roma, sede degli uffici della maison Fendi, viene allestita la mostra Matrice: selezione di 15 opere, alcune delle quali inedite. La mostra prende il nome dall'imponente opera Matrice, del 2015, che campeggia in una delle sale: un tronco di abete di 30 metri scavato lungo un anello di crescita con incastonata una forma di bronzo, a immortalare il flusso di vita della natura. Hanno fatto parte della mostra: Ripetere il bosco (1969-2016), Soffio di foglie (1979), Spine d’acacia - Contatto (2006), Essere Fiume (2010), Indistinti confini: Anio (2012), Abete (2013) e la serie Foglie di pietra (2013). Nella primavera dello stesso anno, la maison Fendi regala alla città di Roma l’opera di Penone Foglie di pietra: imponente installazione in marmo e bronzo pensata appositamente per riqualificare l’area di Largo Goldoni: cuore del Tridente capitolino. I due imponenti alberi in bronzo di 18 e 9 metri si stagliano davanti alla maison Fendi sostenendo tra i rami un blocco di marmo di oltre 11 tonnellate.
Giuseppe Penone vive e lavora a Torino.

## Pubblicazioni
- Francesco Stocchi (a cura di), Giuseppe Penone. Scritti, Milano, Electa, 2022, ISBN 9788892822566.
- Giuseppe Penone, Alain Elkann, 474 risposte, Milano, Bompiani, 2022, ISBN 978-88-301-0692-5.

## Premi
- 1989 - Finalista al Turner Prize
- 2014 - Premio Imperiale per la scultura